# Анґеліка Краус
Анґеліка Краус (нім. Angelika Kraus, 9 травня 1950) — німецька плавчиня.
Бронзова медалістка Олімпійських Ігор 1968 року, учасниця 1972 року.